# Sado bugyō

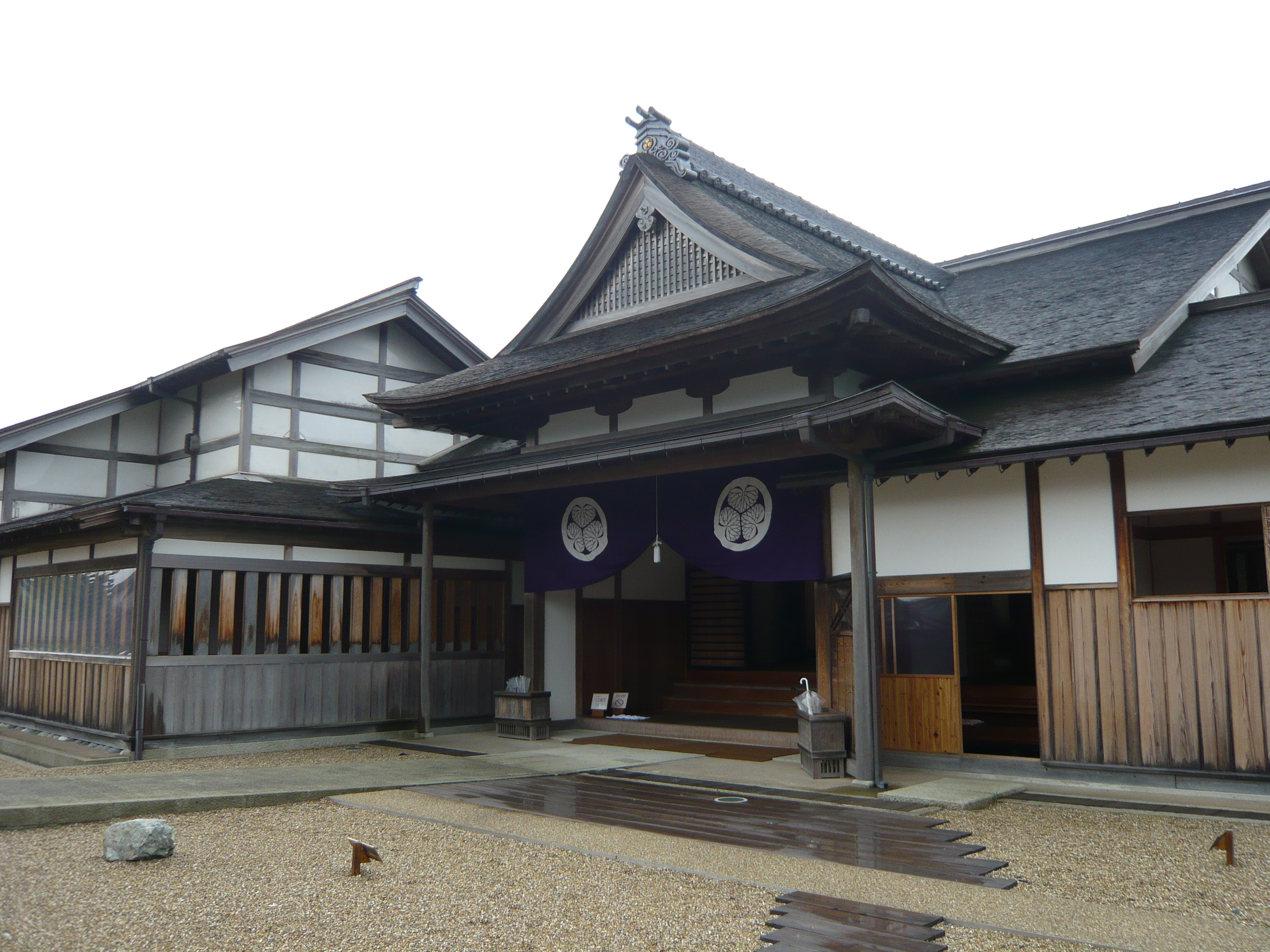

Les Sado bugyō (佐渡奉行) sont des fonctionnaires du shogunat Tokugawa pendant l'époque d'Edo. Ce commissaire est responsable de l'administration de l'exploitation minière sur l'île de Sado.
Les nominations à cette importante fonction sont généralement réservées aux fudai daimyo, mais cette position compte parmi les postes supérieurs administratifs ouverts à ceux qui ne sont pas daimyos. Les interprétations classiques traduisent ces titres japonais par « commissaire », « surveillant » ou « gouverneur ».
L'île de Sado est la sixième plus grande île de l'archipel japonais. Elle se trouve dans la mer du Japon, au large de la côte ouest de la province d'Echigo au nord-ouest du Honshu. Pendant une grande partie de son histoire pré-moderne, les exilés sont bannis sur l'île.

## La mine d'or
En 1601, de l'or est découvert à Aikawa (相川). Cette veine est exploitée activement, et la mine d'or de Sado devient une source importante de revenus pour le shogunat des Tokugawa, produisant environ 100 tonnes de minerai par an jusqu'au milieu du XVIIIe siècle.

## Liste deSado bugyō
- Ōkubo Nagayasu[3].